# Ninja Hattori
Ninja Hattori (忍者ハットリくん?) es una serie de manga y anime creada por el mítico dúo de mangakas Fujiko Fujio, que trata sobre las aventuras de un niño ninja llamado Hattori, junto a su hermano Shinzo, su perro ninja Shishimaru y su amigo Kenichi.

## Argumento
La serie relata la historia de un ninja, Kanzo Hattori, que llega de Iga, a la ciudad donde vive Kenichi, un niño que no confiaba en sí mismo, Hattori elige a Kenichi para ser su amo. Junto a Shinzo, su hermano, y Shishimaru, su perro ninja, que hacen cosas maravillosas, técnicas, comportamientos, habilidades ninja, etc., con Kemuzo Kemumaki, ninja de Koga, que siempre lucha con Hattori y se mete con Kenichi, Shinzo y Shishimaru.

## Personajes
- Kanzo Hattori: Es el protagonista de la serie, que tiene 11 años, pesa 40 kilos y mide 140 cm. Es un ninja de Iga. Eligió a Kenichi para ser su amo. Vive alegre y dispuesto a ayudar a todos, sus ojos son grandes y brillan sin parar. Hace cosas maravillosas. Tiene un hermano pequeño, Shinzo y un perro ninja, Shishimaru. Tiene muchas técnicas ninja: puede utilizar sigilo, emboscada, etc. Tiene miedo de las ranas. Se viste de una armadura de cuero, capa y traje azules con mangas amarillas y lleva una katana.

- Kenichi Mitsuba: Kenichi era un niño que se sentía inútil que careció su confianza en sí mismo y hacía todo mal. Hasta que conoció a Hattori y él le ayuda en todos los capítulos del anime. Está enamorado de Yumeko, pero Kemumaki siempre se entromete entre ambos. Viste con un gorro blanco una camiseta azul y roja y un pantalón oscuro.

- Shinzo Hattori: Es un niño, el hermano pequeño de Hattori y mejor amigo de Shishimaru y Kenichi. Llora muy, muy fuerte. Siempre tiene curiosidad por las cosas y no para de preguntar que son. Todavía no sabe controlar muy bien sus técnicas ninja y cada vez que lo hace, fracasa. Él en vez de usar shurikens de hierro, los usa de madera porque aún no controla bien sus técnicas. Viste de rojo claro con mangas largas azules.

- Shishimaru: Es un perro ninja. Es el mejor amigo de Shinzo con quien va a todas partes, nunca se separa de él. No es nada bueno en las habilidades y técnicas ninja. Siempre come, siendo muy glotón. Come más que practicar y pensar en las técnicas. Es de color amarillo con marrón y tiene una estrella blanca ninja. Le quedan muchas comportamientos que debe aprender para ser un ninja.

- Yumeko Kawai: Es la mejor amiga de Kenichi y los demás. Está enamorada de Kenichi, pero también los está de Kemumaki, y va a la misma escuela que ellos. A veces se pasa el rato con Shishimaru y Shinzo. Se lleva muy bien con Subane. Viste un vestido rosa y es morena. Tiene un loro llamado Machajiko en los últimos episodios.

- Tsubame: Es una ninja femenina. Es la aprendiz de Hattori y está enamorada de él. Toca la flauta, con la cual puede cambiar los sentimientos de los demás. No se lleva bien con Shinzo, Kenichi, Shishimaru, Kemumaki y Kagechiyo. Es muy trabajadora, recoge la colada, lava los platos, limpia la casa, etc. Viste con una flor amarilla en el pelo y el traje rosa con lila.

- Kemuzo Kemumaki: Es un ninja de Koga. Es el enemigo del Ninja Hattori. Va a la misma escuela que Kenichi y Yumeko, que está enamorada de él. Tiene un gato llamado Kagechiyo. Kemumaki siempre reta a Hattori a luchar con él, pero el que vence siempre es Hattori. Viste de una camiseta oscura y pantalón azul. Su traje es verde con las mangas rojas. No lleva capa.

- Kagechiyo: Es el gato de Kemumaki, y rival de Shishimaru. Sus palabras a Kemumaki son: Amo. Siempre cuando Kemumaki y Kenichi están en la escuela va a casa de Hattori y luego se lo dice a él, lo que ha oído y visto. Es de color negro con un lazo rojo.

- Profesor (su nombre: Koike): Siempre riñe, castiga, etc, a Kenichi por culpa de Kemumaki, que le deja siempre mal ante Yumeko, ya que la quiere.

- Señorita Aiko: Es la profesora de música. El señor Koike está enamorado de ella, ya que es muy guapa.

- Profesor Shinobino: Un profesor que reside en América. él fue quien inventó a Togehiro. Tiene una hija.

- Togehiro: Sólo aparece en la última temporada, cuando la serie ya era inviable por romperse la alianza entre Motoo Abiko e Hiroshi Fujimoto, los cuales siguieron cada uno por su lado, dibujando Motoo sus personajes típicos e Hiroshi dibujando Kiteretsu, la cual tendría tal éxito que se mantendría en antena hasta 1996. Es un cactus ninja que es muy mono (el estereotipo "kawaii") y que dice constantemente la frase: "¡Toge, toge!". Su ataque consiste en lanzar sus pinchos.

- Jippou: Es una tortuga ninja gigante. Él y Hattori son socios ninja.

- Jinchuu Hattori: El padre de Kanzo y Shinzo.

- Kentaru Mitsuba: Es el padre de Kenichi. Suele fumar y le gusta jugar golf y comer.

- Taeko Mitsuba: Es la madre de Kenichi. Es muy amable y ella se cree que Kemumaki es un buen chico.

## Ruptura del dúo
Fujiko Fujio fue el alias de un dúo de mangakas japoneses. Sus nombres reales son Hiroshi Fujimoto (藤本 弘 Fujimoto Hiroshi?, 1933–1996) y Motoo Abiko (安孫子 素雄 Abiko Motoo?, 1934–). Ellos comenzaron a trabajar como un equipo en 1951, y usaron el nombre de Fujiko Fujio desde 1954 hasta su separación en 1987. Tras la ruptura del dúo, en la cual Hiroshi Fujimoto adoptó el nombre de Fujiko F. Fujio, y Motoo Abiko el de Fujiko Fujio Ⓐ, ambos se repartieron los trabajos, ya que aunque se hacían llamar un dúo, verdaderamente trabajaron como tal solo al inicio, y posteriormente cada uno se encargaba de obras diferentes, por lo cual no fue complicado llegar a un acuerdo en la división de las obras. De tal forma que hoy en día Ninja Hattori se encuentra firmado por Motoo Abiko (Fujiko Fujio Ⓐ).

## Media

### Manga
La primera serie de manga se publicó en Shōnen de Kobunsha en 1964 y terminó en 1968.
Una segunda serie de manga fue publicada por Shōgakukan en varias revistas infantiles como Coro Coro Comic, Televi-Kun y otras de 1981 a 1988.

### Drama de TV
Una adaptación a drama televisivo de acción real se emitió entre 1966 y 1968. Se trataba de una comedia de situación de efectos especiales.
Este drama se emitió en NET y se dividió en 2 temporadas, la primera temporada se emitió del 7 de abril al 28 de septiembre de 1966, la segunda temporada se emitió del 3 de agosto de 1967 al 25 de enero de 1968.
Cada temporada consta de 26 episodios, en total 52 episodios de 2 temporadas.

### Películas
En 2004 se estrenó en Japón una película de acción real titulada Nin x Nin: Ninja Hattori-kun, la película.

### Videojuego
En 1986 se lanzó un videojuego, desarrollado y publicado por Hudson Soft exclusivamente en Japón para Nintendo Entertainment System.

## Distribución en Latinoamérica
En Latinoamérica la serie se distribuyó por Rose Entertainment como reemplazo de la serie de 1983 de Perman: El Hombre Par que no se pudo doblar por pérdida de pistas de audio originales de Japón.